# Zumaya
Zumaya (oficialmente en euskera: Zumaia) es una localidad del municipio homónimo, situda en la provincia de Guipúzcoa, en la comunidad autónoma del País Vasco, España. La localidad está situada a orillas del mar Cantábrico y de la ría donde confluyen los ríos Urola y Narrondo. 
Ubicada en la parte noroccidental de la comarca de Urola Costa, limita al norte con el mar Cantábrico y al sur con Arroa Goia, Aarroa Behea, Ibañarrieta y Cestona; al este con Guetaria, y al oeste con Elorriaga y el barrio de Icíar, perteneciente al municipio de Deva.
En 2024 la población de Zumaya ascendía a 10 090 habitantes, la mayoría de ellos concentrados en el núcleo urbano. Entre los diferentes barrios que componen el municipio se encuentran San Miguel de Artadi, Oikia y Narrondo.
San Miguel de Artadi se levanta en una colina rodeada de encinas, desde la cual se pueden apreciar vistas de Zumaya, el río Urola y el mar. En Oikia se encuentran la iglesia de San Bartolomé y la Casa Kondekua.

## Geografía
Integrado en la comarca de Urola Costa, Zumaya se sitúa a 31 kilómetros de San Sebastián. El término municipal está atravesado por la Autopista del Cantábrico (AP-8) y por las carreteras N-634 y GI-2633 que conecta con Aizarnazábal. 
El relieve del municipio está definido por la desembocadura del río Urola. Cuenta además con algunos montes hacia el interior. Destacan las playas de Santiago y de Itzurun, conocida por sus formaciones de flysch de gran interés geológico.  
Hacia el interior sobresalen el monte de Santa Clara (153 m), el monte Azkárate (198 m) y el monte Altxulegi (171 m). La altitud oscila entre los 200 m al sureste y el nivel del mar. El pueblo se alza a 10  sobre el nivel del mar.
| Noroeste: Mar Cantábrico | Norte: Mar Cantábrico       | Nordeste: Guetaria    |
| Oeste: Deva              |                             | Este: Guetaria        |
| Suroeste: Cestona        | Sur: Cestona y Aizarnazábal | Sureste: Aizarnazábal |

## Cultura

### Patrimonio

#### Iglesia parroquial de San Pedro
La iglesia parroquial de San Pedro es un imponente edificio con aspecto de fortaleza de 30 m de longitud y 14,7 m de anchura, levantado en una pequeña colina. Se construyó tras la fundación de la villa en 1347 y ha estado ligada al antiguo monasterio de Santa María, documentado ya en el siglo XIII. 

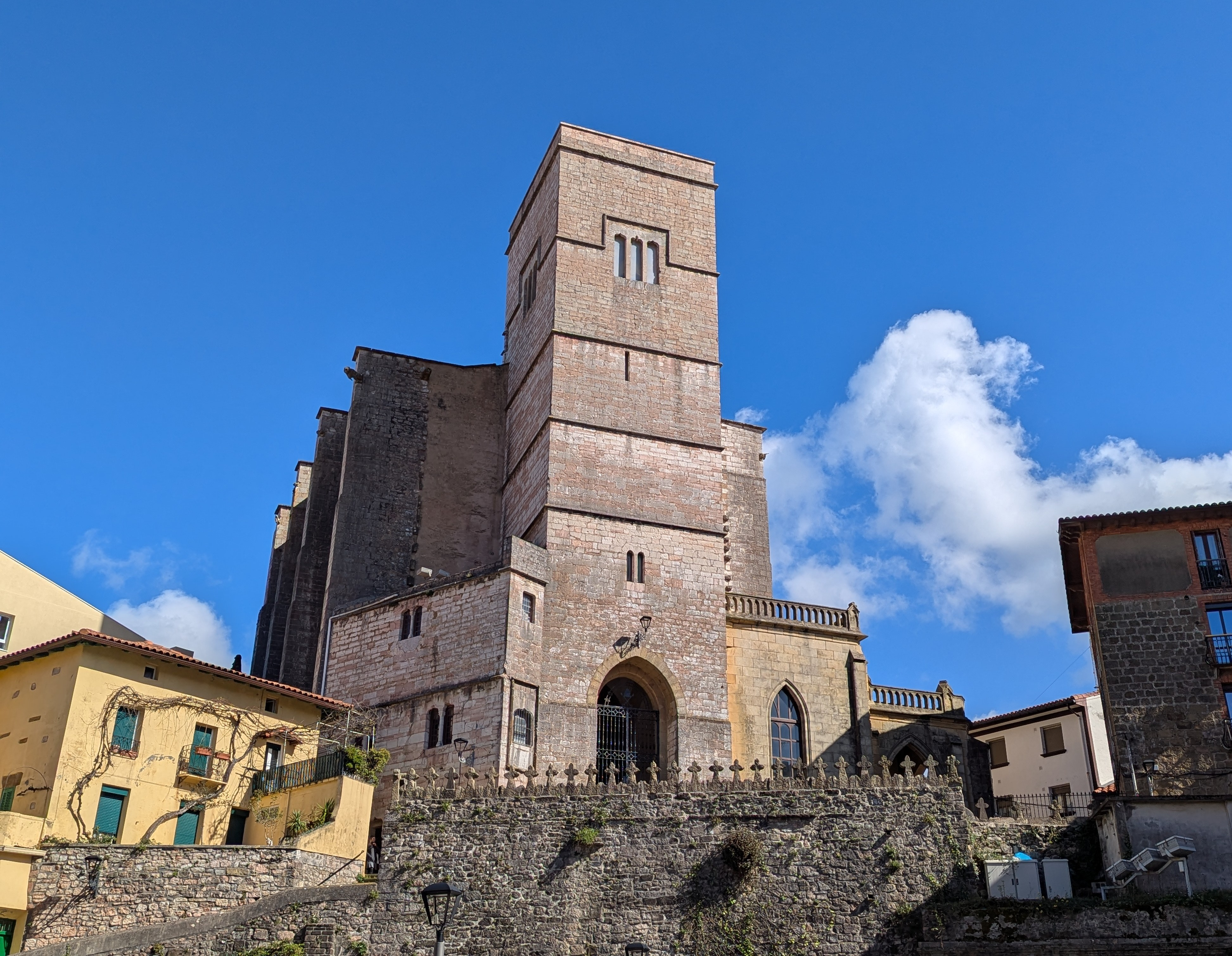
Iglesia de San Pedro

De estilo gótico, cuenta con una sola nave y una torre cuadrada de 34 m de altura que se alza al oeste del edificio, formando el acceso principal del templo. La dureza de las fachadas se rompe con algunas gárgolas y una serie de contrafuertes adosados.
La nave, de 30 m de longitud y 14,7 m de anchura, está cubierta por una bóveda de crucería en tres tramos, típica del final del gótico, soportada por las columnas adosadas a los contrafuertes exteriores.  
El ábside es poligonal y se cubre con una bóveda estrellada construida a principios del siglo XVI. La torre se completó en el siglo XV, la bóveda del presbiterio fue construida en el siglo XVI, lo mismo que el coro en 1530 y las capillas laterales en 1504.  
El retablo, perteneciente al movimiento romanismo que se extendió por el norte peninsular, fue diseñado por Juan de Ancheta y montado por Martín de Abizu a finales del siglo XVI.  
Las capillas laterales, cuyos arcos de entrada ilustran la transición del gótico al renacimiento, dan muestra de la importancia que el comercio con Flandes tuvo en la villa en el siglo XVI. La capilla de San Bernabé fue fundada por la familia Elorriaga y está situada en el lado de la epístola (a la derecha del altar) mientras que la de San Antón está en el evangelio (a la izquierda del altar). 
En la capilla de San Bernabé se encuentra la tabla votiva de Martínez de Mendaro, una pintura proveniente de los Países Bajos donada por Juan Martín de Mendaro. La pintura recoge en su parte inferior una escena de la batalla de Gibraltar en la que Mendaro dirigió la armada castellana; en la parte superior se representa a la Virgen entronada con el niño flanqueada por Santa Catalina de Alejandría y San Pedro protegiendo a Juan Martín de Mendaro.
En la imaginería destacan las de la Virgen del nicho izquierdo; una imagen gótica de la Virgen con el niño posiblemente del siglo XVI y perteneciente a alguna escuela de Francia o Valonia, y una imagen del Cristo de Quintín de Torre.

#### Ermita de San Telmo

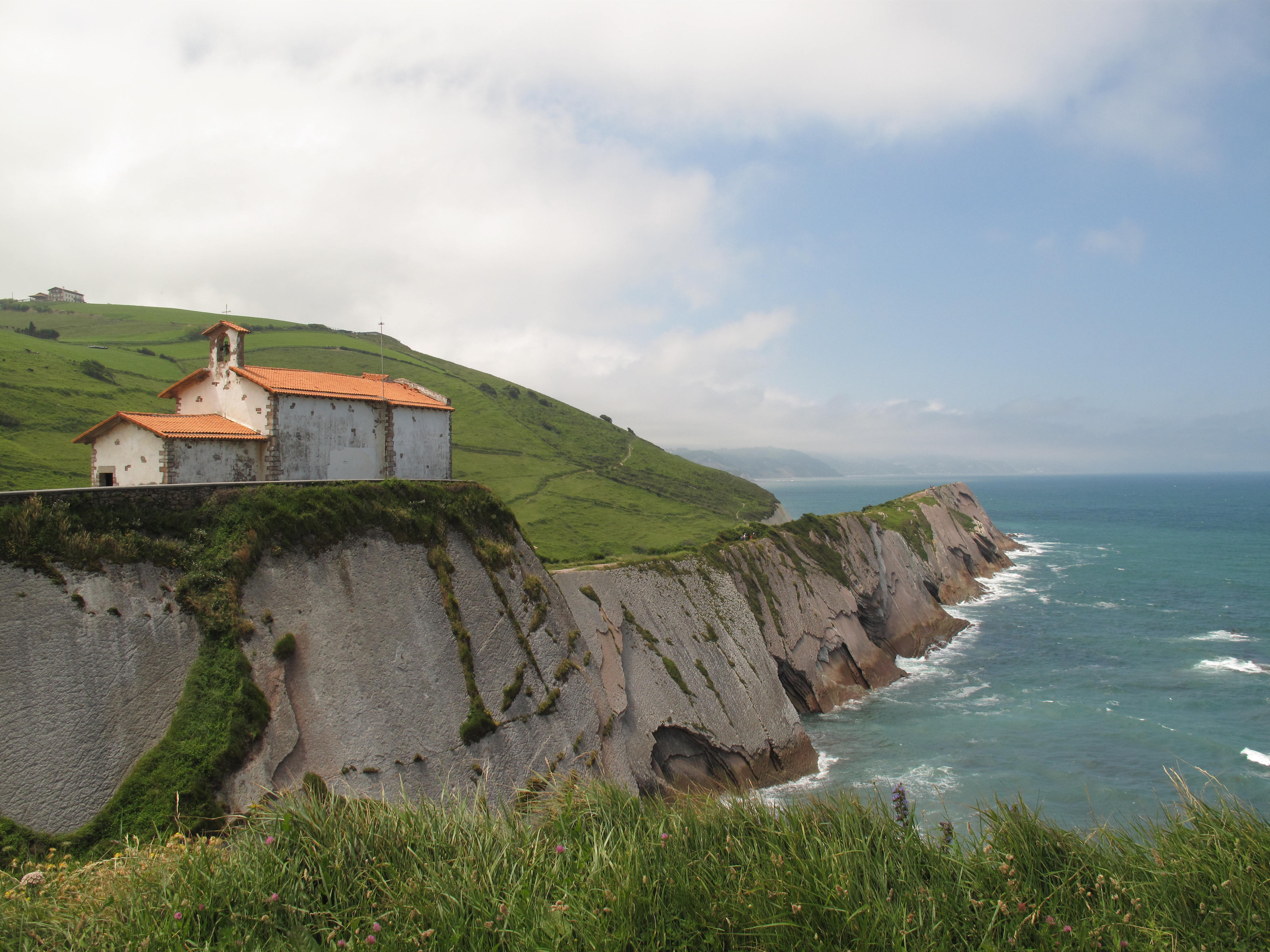
Ermita de San Telmo

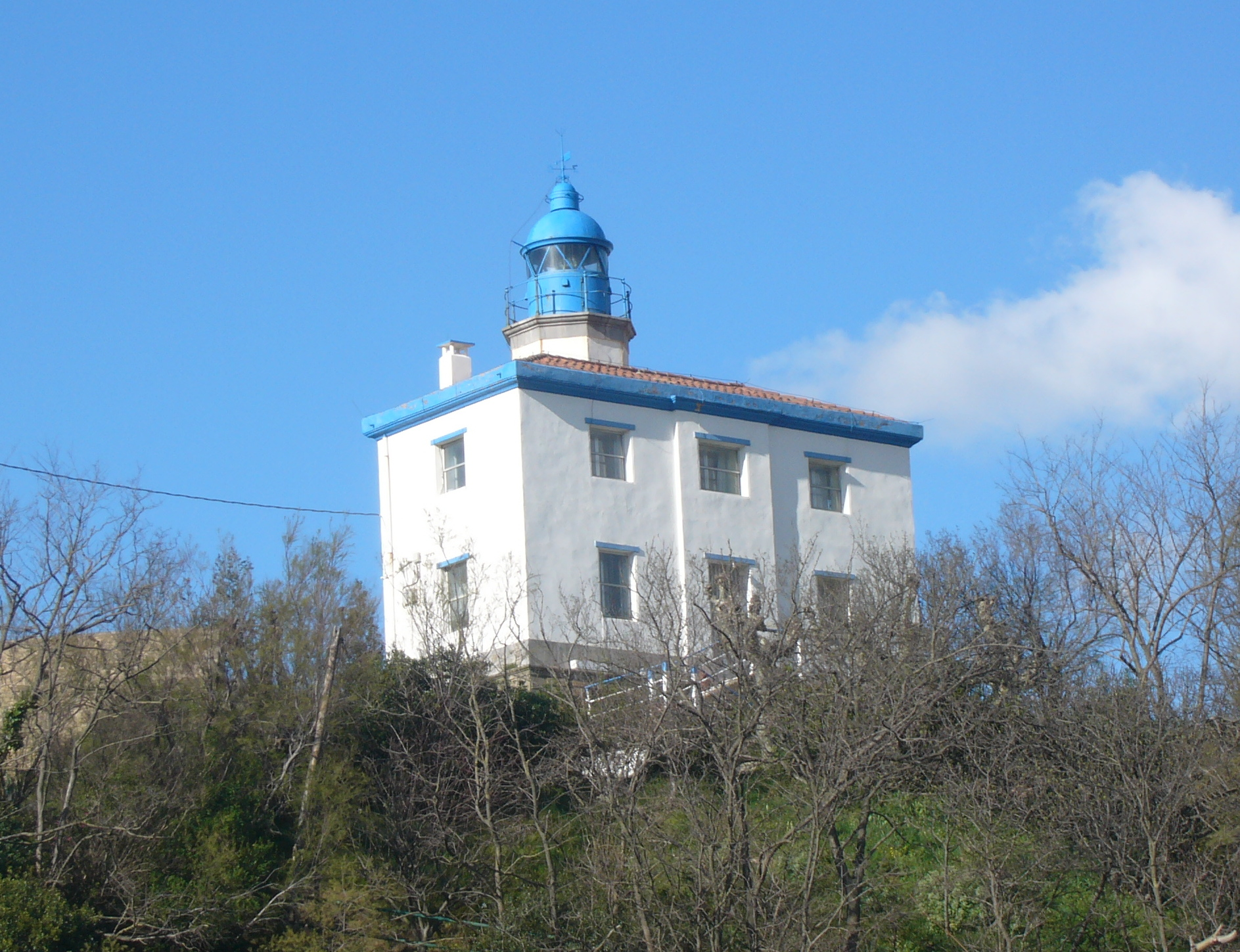
Faro de Zumaya

Ubicada sobre la playa de Itzurun y el acantilado formado por el flysch, esta pequeña ermita está dedicada al patrón de los marineros. En el interior destaca el retablo rococó del siglo XVIII realizado en madera sin policromar ni dorar. A su lado hay sendas imágenes de Santiago y Santa Clara.
Las primeras referencias escritas sobre esta ermita datan de 1540. En el siglo XVII fue sede de la cofradía de mareantes de San Telmo. En 2013 fue lugar de rodaje de escenas de la película Ocho apellidos vascos.

#### Palacio de Foronda
El Palacio de Foronda fue mandado construir por el marqués de Foronda como su residencia veraniega a comienzos del siglo XX por el arquitecto Juan José Gurruchaga, arquitecto municipal de Éibar por aquel entonces. En la actualidad es utilizado como casa de cultura, biblioteca, sala de exposición, lugar de ceremonias, etc.

#### Palacio Olazábal
Es un edificio del siglo XVII, en el que destaca la fachada principal realizada en sillería de arenisca con dos grandes escudos, con las armas de los Olazábal, en piedra caliza. En la planta noble se sitúa la entrada y dos grandes ventanas con reja en hierro forjado. 
La primera planta consta de tres balcones, al lado del central se ubican los escudos de armas, y se cubre con un amplio alero de un tejado a cuatro aguas. Lo mandó construir Juan de Olazábal secretario de Felipe IV y contador general del Consejo Supremo de la Inquisición.

#### Iglesia de Santa María de Arritokieta
En ella se venera a la Virgen de Arritokieta, declarada patrona de Zumaya el 27 de diciembre de 1620. El primer documento conocido sobre ella se remonta al año 1292, mediante el cual el rey Sancho IV de Navarra dona el santuario al prior de Roncesvalles. 
Posteriormente, existe constancia documental fechada en 1594 que acredita que «este monasterio de Santa María» se identifica con el actual santuario de Arritokieta: «ermita y hospital de nuestra señora de Arrido quieta». Destaca la imagen de la Virgen del siglo XVI dispuesta en un retablo del XVII que tiene como pieza central un tríptico hispano-flamenco del siglo XVI.
Junto al templo se ubicó un hospital para enfermos contagiosos en el que estuvo Francisco de Borja.

#### Museo de Zuloaga
Museo dedicado al pintor Ignacio Zuloaga que se sitúa junto a la playa de Santiago y alberga en su interior tanto cuadros del autor como obras de El Greco o Goya.

#### Museo Beobide
Se ubica en la casa natal del escultor Julio Beobide y en él se exponen diversas obras del escultor así como herramientas y otros materiales relacionados con su trabajo.

#### Ruta del flysch
La importancia de la rasa mareal entre Deva y Zumaya radica en las características de los afloramientos de flysch que se muestran verticales y accesibles, haciéndolos especialmente atractivos para su estudio y la difusión de la historia geológica de la Tierra.

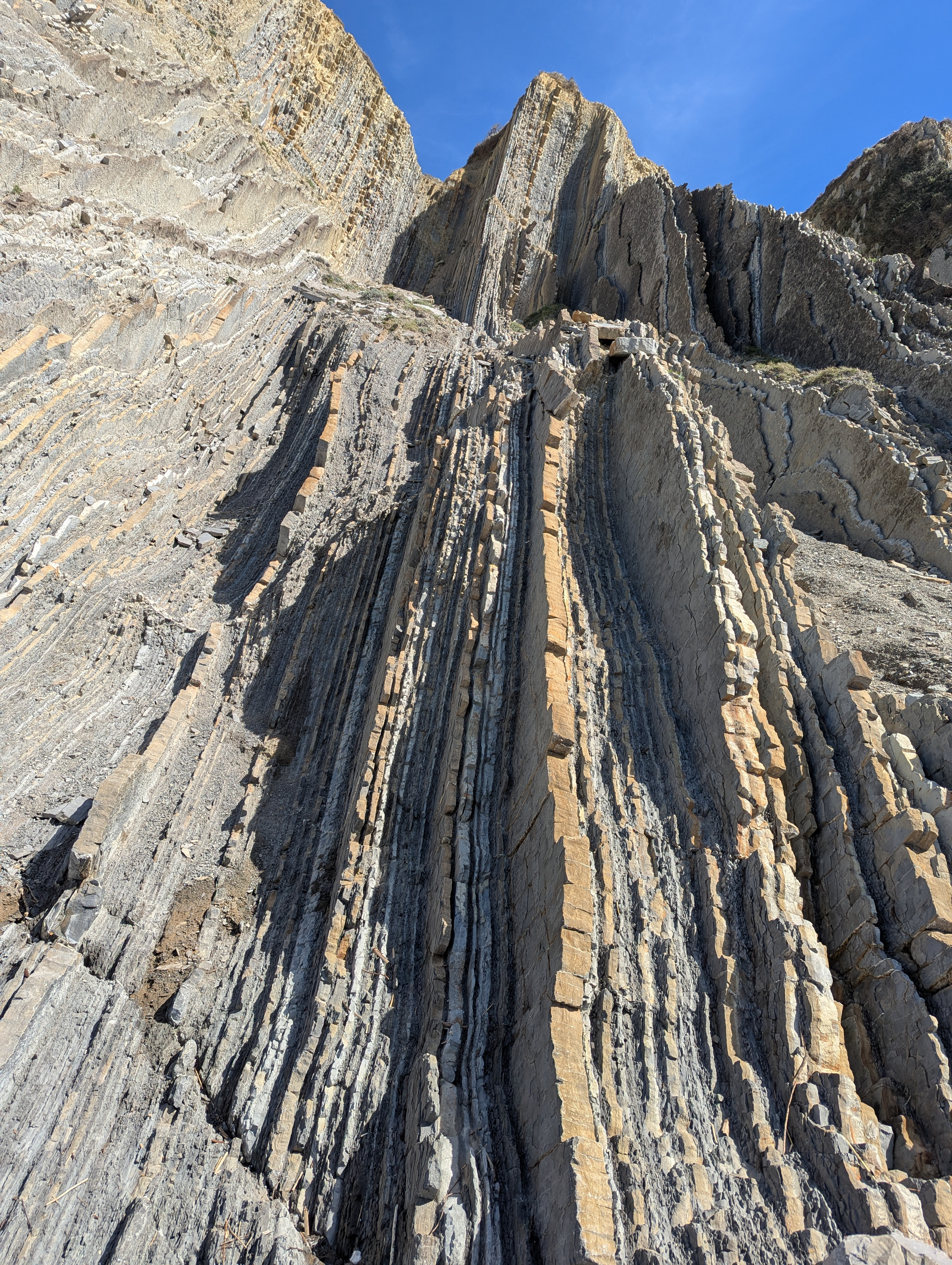
Flysch en la playa de Itzurun

En los afloramientos rocosos de la playa de Itzurun, la Unión Internacional de Ciencias Geológicas ha establecido la sección y punto de estratotipo de límite global de las bases de los pisos selandiense (datada en ~61,6 millones de años) y thanetiense (datada en 59,2 millones de años), segundo y tercero del Paleoceno, respectivamente, referentes mundiales para estas unidades cronoestratigráficas de la escala temporal geológica.

#### Puerto deportivo

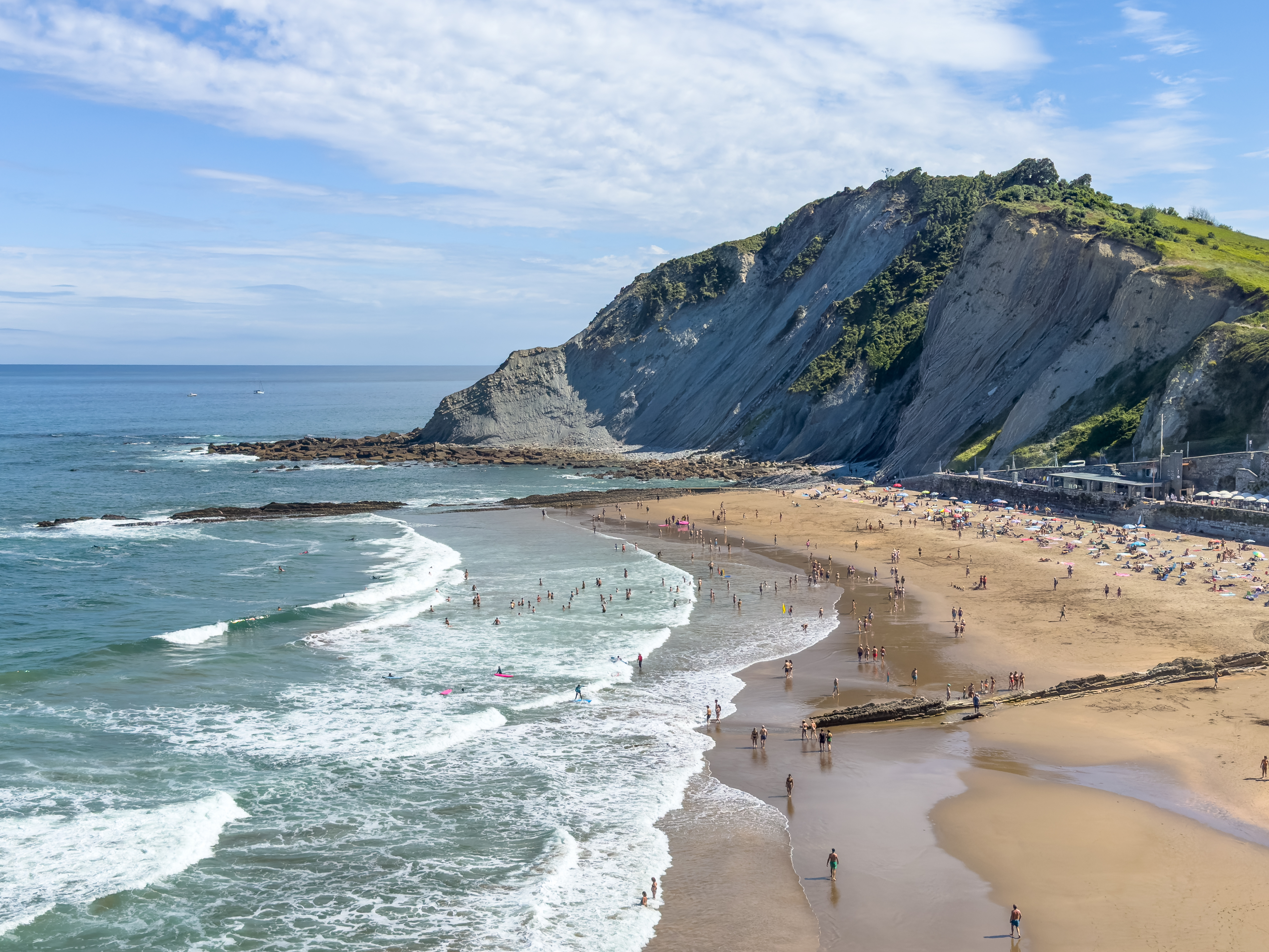
Playa de Itzurun

El puerto deportivo se encuentra situado en el interior de una bahía formada por la desembocadura del río Urola. Cuenta con una capacidad de 548 embarcaciones de hasta 15 m de eslora. Además, el puerto deportivo ofrece distintos servicios: centro comercial, taller de reparaciones, etc.

#### Playas
Zumaya cuenta con dos playas, la de Itzurun, situada a la espalda del pueblo y abierta en la rasa mareal, y la de Santiago, que se forma en la desembocadura del Urola en la orilla derecha de la ría. Es una playa baja y con dunas que tiene áreas de marisma.

#### Clima
| Mes                           | Media | Ene  | Feb  | Mar  | Abr  | May  | Jun  | Jul  | Ago  | Sep  | Oct  | Nov  | Dic  |
| ----------------------------- | ----- | ---- | ---- | ---- | ---- | ---- | ---- | ---- | ---- | ---- | ---- | ---- | ---- |
| Temperatura máxima media (°C) | 16,2  | 10,8 | 11,6 | 12,9 | 13,8 | 17,2 | 19,4 | 21,5 | 22,3 | 21,1 | 18,2 | 13,8 | 11,9 |
| Temperatura mínima media (°C) | 10,2  | 5,5  | 6,1  | 6,6  | 7,6  | 10,5 | 13,1 | 15,4 | 16,1 | 14,5 | 11,8 | 8,4  | 6,7  |
| Temperatura media (°C)        | 13,3  | 8,2  | 8,7  | 12,8 | 9,7  | 13,6 | 16,3 | 18,5 | 19,2 | 17,7 | 14,9 | 11,2 | 9,3  |
| Lluvias (mm)                  | 12,2  | 14   | 13   | 13   | 14   | 13   | 11   | 10   | 10   | 10   | 12   | 13   | 13   |

### Deporte
En Zumaia se practican diversos deportes tradicionales, entre los cuales destacan:

#### Remo
El club de remo Aita Mari, fundado en 1975, ha conseguido dos Banderas de la Concha 1984 y 1987, estableciendo en 1984 el récord de banderas en una única temporada, aún vigente. 

#### Balonmano
El club Pulpo cumplió 50 años en 2019, obteniendo su máxima categoría en primera nacional. Algunos de sus jugadores han participado en la división de honor o internacionales (mundialista y olímpico Kauldi Odriozola entre otros). 

#### Piragüismo
El club Itsas Gain ha obtenido campeonatos nacionales por clubes en diferentes categorías y modalidades: k1, k2, maratón, descenso del Sella y otras, con palistas como el mundialista Xabier Osa e Irati Osa y los olímpicos Oier Aizpurua, Iñigo peña , entre otros.

#### Bodyboarding
El bodyboard también ha tenido gran relevancia en la localidad, con representantes como Alex Uranga, que participó en varios campeonatos y circuitos internacionales de surf, impulsando este deporte entre múltiples practicantes de la localidad. 

#### Flysch
En 2008 se organizó la primera carrera de montaña cuyo recorrido trascurre por la costa del flysch de Zumaia.

#### Pelota vasca
El club Zumaiako Kirol Elkartea (ZKE) cumplió 50 años en 2017. En el momento de su creación, Zumaia contaba con un club de atletismo, se habían organizado algunos campeonatos, mediante Pulpo K.E., de pelota, ciclismo de fútbol playero y más tarde, de balonmano, pero no existía ninguna organización deportiva oficial. La halterofilia, el balonmano e incluso el boxeo, fueron algunos de los deportes impulsados por el ZKE. 
Sin embargo, la pelota ha sido el deporte con el que más éxitos han conseguido en estos cincuenta años. En el año 1971 la Federación Guipuzcoana  otorgó el título de «Club más distinguido de Guipúzcoa» por lo bien que se había organizado un campeonato de paleta a cuero. 
Este reconocimiento marcó el inicio de la trayectoria del ZKE como club de pelota. En ese mismo año crearon la escuela de pelota y organizaron el primer campeonato Dinastía Etxabe. Había partidos semanales, específicamente los jueves y sábados por la noche.
Para el municipio este club supuso una gran fuente de ingresos gracias a la afluencia de aficionados y turistas. Aquí han debutado grandes profesionales. En 1988 llegó la escuela de cesta, impulsada por Manuel Mugerza, Rafael Zinkunegi y Juan M. Enbil. En Zumaiako Kirol Elkartea se han promovido las distintas modalidades de la pelota vasca: pelota a mano, pala corta, paleta a cuero y cesta punta. Asimismo, además del Dinastía Etxabe, se han organizado diferentes torneos como Xare, Hirukirol o Bostkirol, donde cada pareja debía jugar en las cinco modalidades de pelota vasca. 
Entre los campeones de estos torneos cabe destacar a profesionales como Manuel Muguerza a cesta punta, mundialistas y profesionales Luis Mari Alberdi a mano y cesta punta, los mundialistas y profesionales en EE. UU., Gotzon Embil, 5 veces campeón absoluto en parejas, entre tantos torneos internacionales, o Iñaki Osa "Goiko", campeón absoluto individual 11 veces y 6 en parejas, además de otros tantos torneos internacionales, llegando a ser considerado el mejor puntista de su generación.

#### Curiosidades
En 1982 se propuso construir un circuito de Fórmula 1 en los terrenos que actualmente ocupa el polígono industrial José María Korta. Este circuito contaría con 4,660 km y espacio para 140 000 espectadores y 55 000 vehículos. El programa de actividades incluía la celebración de un Gran Premio de Fórmula 1. Si bien las obras estuvieron a punto de iniciarse, finalmente el proyecto fue abandonado

## Demografía
Zumaya cuenta con una población de 10 251 habitantes (INE 2024).
| Gráfica de evolución demográfica de Zumaya entre 1842 y 2021 |
| |
| Población de derecho según los censos de población del INE Población de hecho según los censos de población del INEEntre el censo de 1860 y el anterior, disminuye el término del municipio porque independiza a Aizarnazábal |

## Administración y política
| Partido político                                              | 2023  | 2023       | 2019  | 2019       | 2015  | 2015       | 2011  | 2011       | 2007     | 2007       |
| Partido político                                              | %     | Concejales | %     | Concejales | %     | Concejales | %     | Concejales | %        | Concejales |
| Euskal Herria Bildu (EH Bildu)-Bildu                          | 54,41 | 10         | 49,05 | 9          | 42,28 | 6          | 43,19 | 6          | —        | —          |
| Euzko Alderdi Jeltzalea-Partido Nacionalista Vasco (EAJ-PNV)  | 32,49 | 6          | 38,33 | 7          | 43,81 | 6          | 31,07 | 5          | 26,15    | 4          |
| Partido Socialista de Euskadi-Euskadiko Ezkerra (PSE-EE PSOE) | 10,28 | 1          | 9,54  | 1          | 9,98  | 1          | 10,75 | 1          | 13,59    | 2          |
| Partido Popular del País Vasco (PP)                           | 0,94  | 0          | —     | —          | 1,16  | 0          | 3,02  | 0          | 3,57     | 0          |
| Aralar                                                        | —     | —          | —     | —          | —     | —          | 7,03  | 1          | Con EB-B | Con EB-B   |
| Hamaikabat (H1!)                                              | —     | —          | —     | —          | —     | —          | 3,25  | 0          | —        | —          |
| Eusko Abertzale Ekintza-Acción Nacionalista Vasca (EAE-ANV)   | —     | —          | —     | —          | —     | —          | —     | —          | 17,23    | 2          |
| Eusko Alkartasuna (EA)                                        | —     | —          | —     | —          | —     | —          | —     | —          | 23,98    | 3          |
| Ezker Batua-Berdeak (EB-B)                                    | —     | —          | —     | —          | —     | —          | —     | —          | 13,98    | 2          |

## Economía
La economía de Zumaya siempre ha estado ligada al comercio, en especial el marítimo, que durante siglos se ha realizado con Inglaterra y Flandes, así como a la industria. En la actualidad hay un fuerte sector industrial.